# 松亭駅 (釜山広域市)
松亭駅（ソンジョンえき）は、大韓民国釜山広域市海雲台区にある韓国鉄道公社（KORAIL）東海線の駅。旅客列車としては電鉄線の電車のみが停車する。貨物取扱駅となっており、駅構内はヤードが広がっている。

## 駅構造
- 島式ホーム2面4線の高架駅。浦項方に低床ホームがあり、広域電鉄開業までは一般列車が停車していた。

### 駅階層
| 地上 2階 | 1番線      | →●東海電鉄線 釜田方面へ（新海雲台駅）→  |
| 地上 2階 | 島式ホーム |                                         |
| 地上 2階 | 2番線      | →●東海電鉄線 釜田方面へ（新海雲台駅）→  |
| 地上 2階 | 3番線      | ←●東海電鉄線 太和江方面へ（オシリア駅） |
| 地上 2階 | 島式ホーム |                                         |
| 地上 2階 | 4番線      | ←●東海電鉄線 太和江方面へ（オシリア駅） |

| 地上 | コンコース階 | 出入口、コンコース、自動券売機、改札口、エスカレーター、トイレ |

## 駅周辺
- 松亭海水浴場（朝鮮語版）
- 松亭初等学校（朝鮮語版）
- 松亭洞住民センター
- モノマート海雲台店（日本食を扱っているスーパーマーケット[1]）

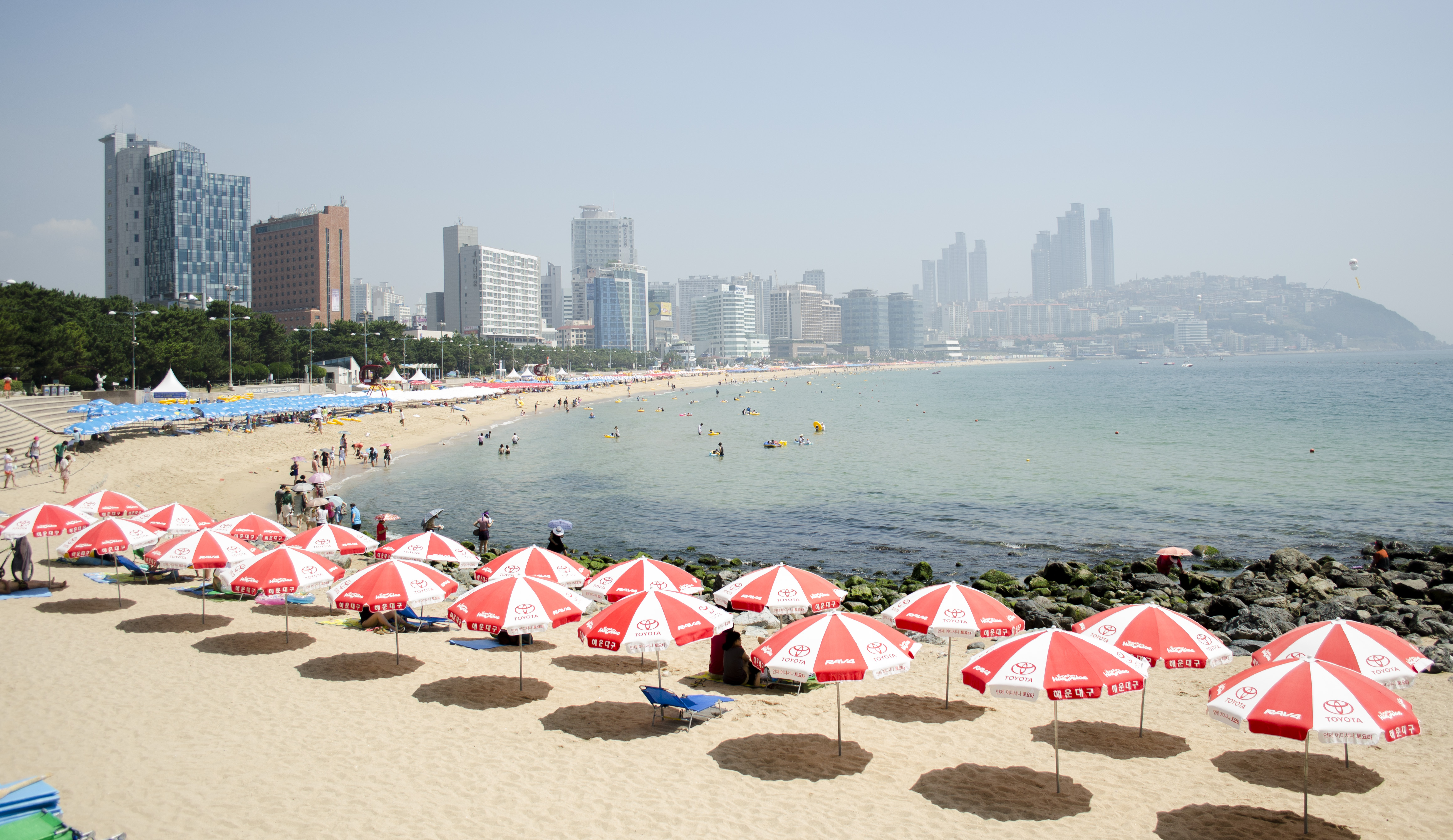
松亭海水浴場

## 歴史
- 1934年12月16日：無人駅として松亭洞299-2[2]に開業。
- 1941年6月1日  ：普通駅に昇格。
- 1976年
  - 7月10日 - 貨物取扱停止（鉄道庁告示第1976-15号）
  - 12月23日 - 旧駅舎新築竣工。
- 1994年1月1日 - 小貨物取り扱い停止（鉄道庁告示第1993-64号）
- 2006年12月4日 - 旧駅舎が登録文化財第302号に登録される。
- 2013年
  - 11月7日 - 釜山鎮起点23.7kmに変更。（国土交通省告示第2013-652号、2013年11月7日）
  - 12月2日 - 水営 - 機張間移設と松亭洞120-1に移転。（国土交通省告示第2013-652号、2013年11月7日）
- 2014年12月1日 - 松亭洞住民センターが一時駅舎内に移転（2015年12月30日まで）。
- 2016年
  - 4月29日 - 釜山鎮起点22.8kmの場所への移転と路線の東海線への編入が告示（施行は広域電鉄開業時）。[3]。
  - 12月9日 - ダイヤ改正によりムグンファ号の停車がなくなる。
  - 12月30日 - 電化とともに東海電鉄線運行開始[3]。

## ギャラリー

### 新駅舎

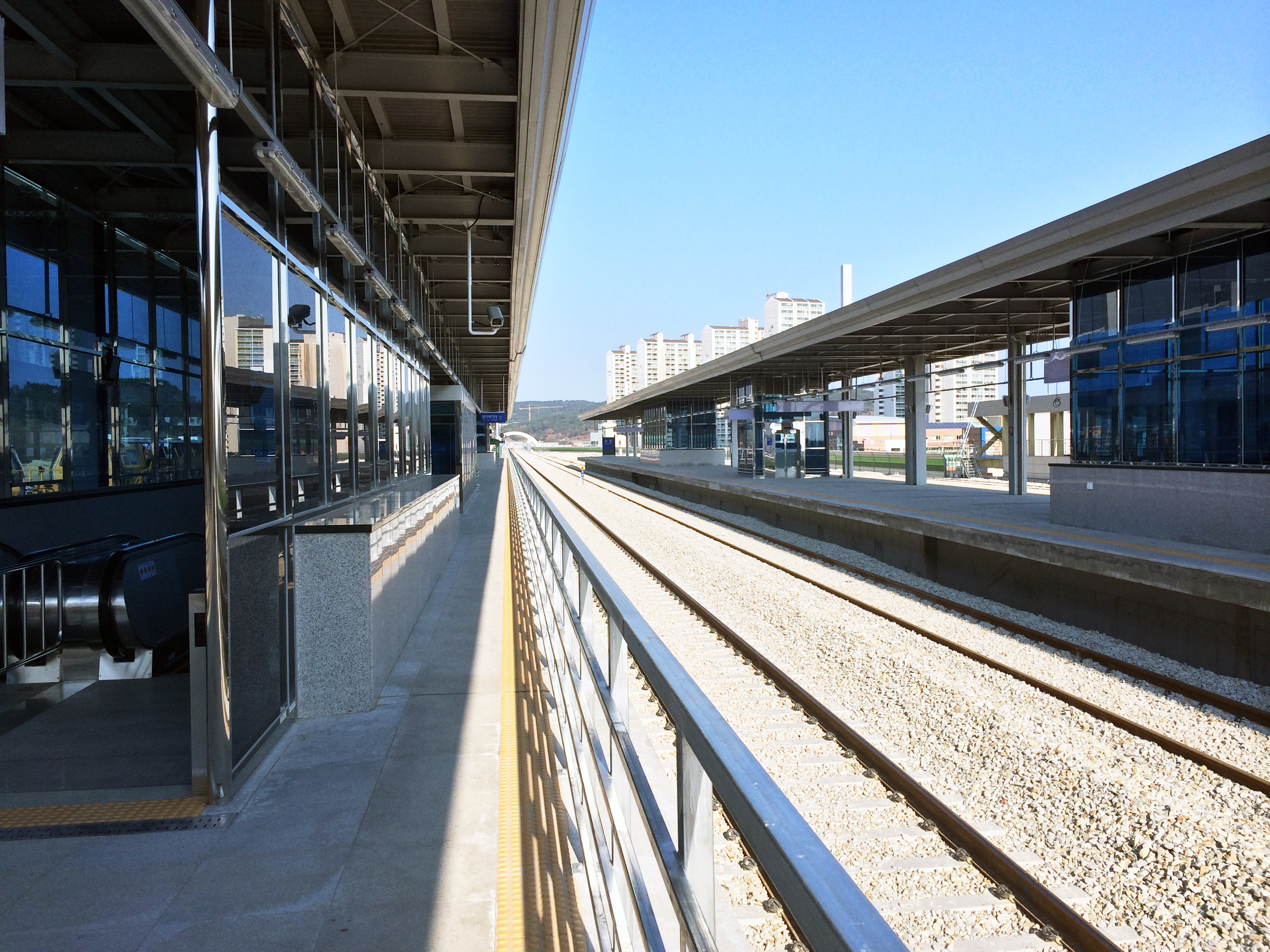
広域電鉄ホーム
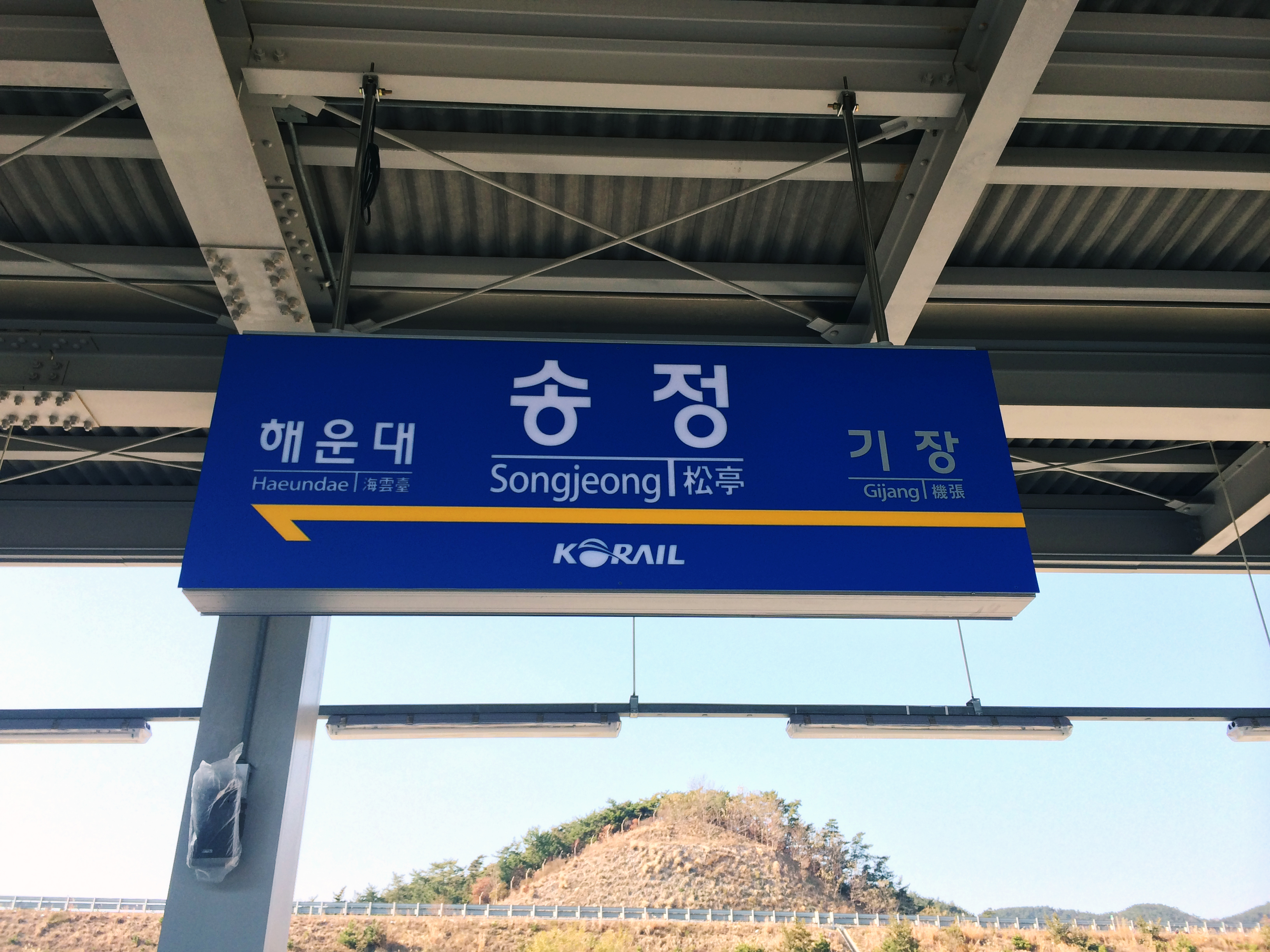
駅名標
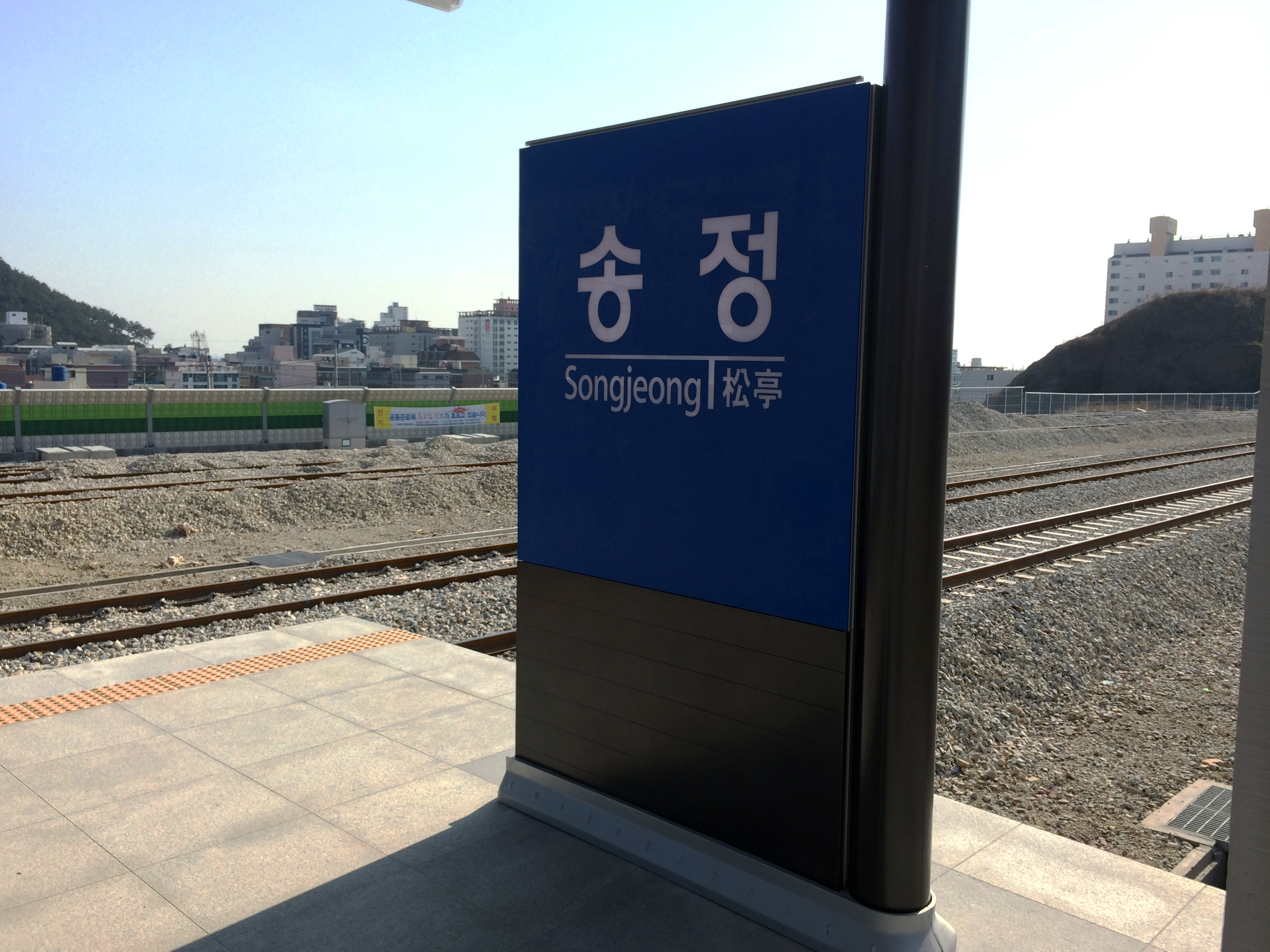
ホーム端の駅名標
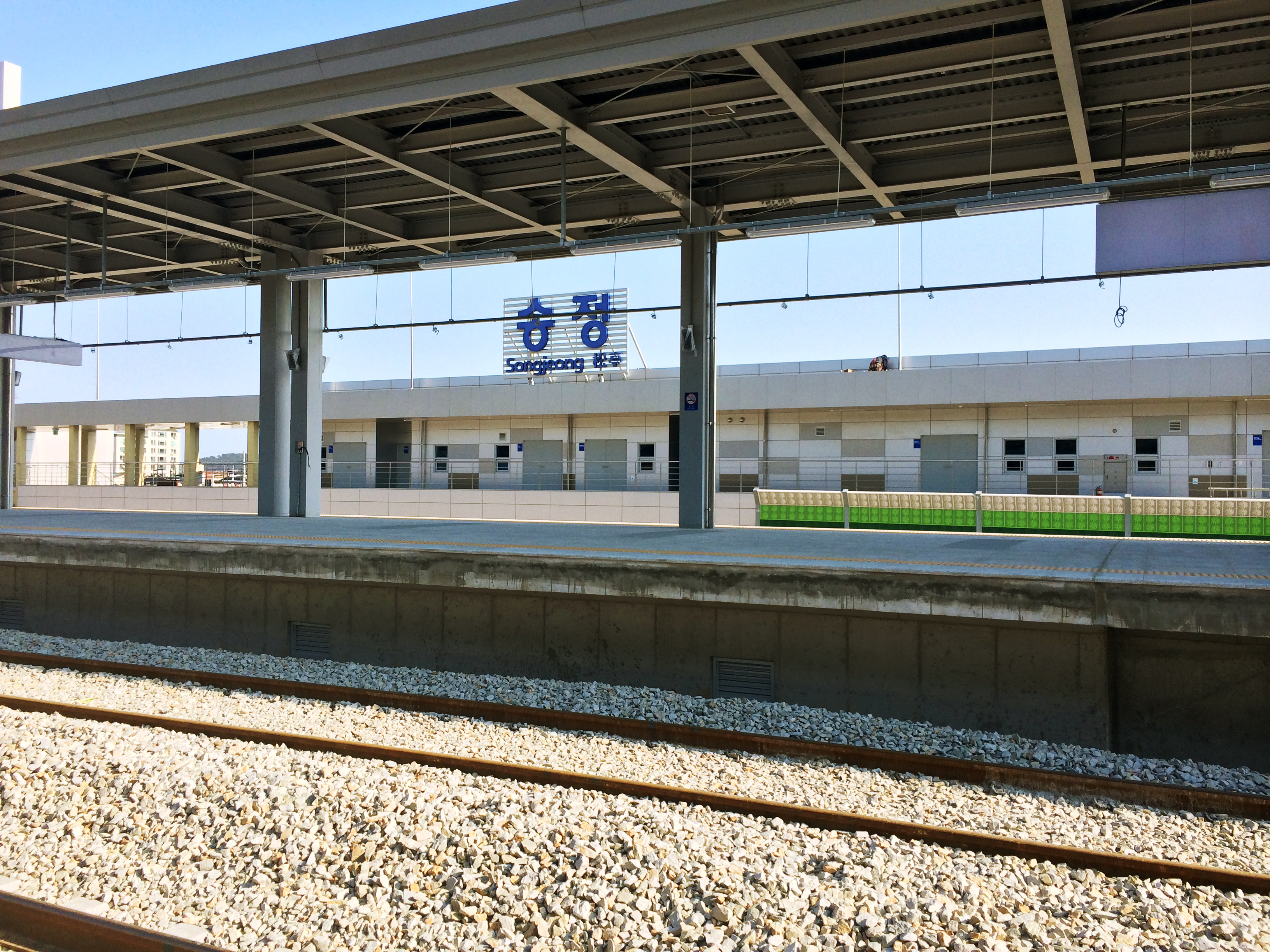
線路側
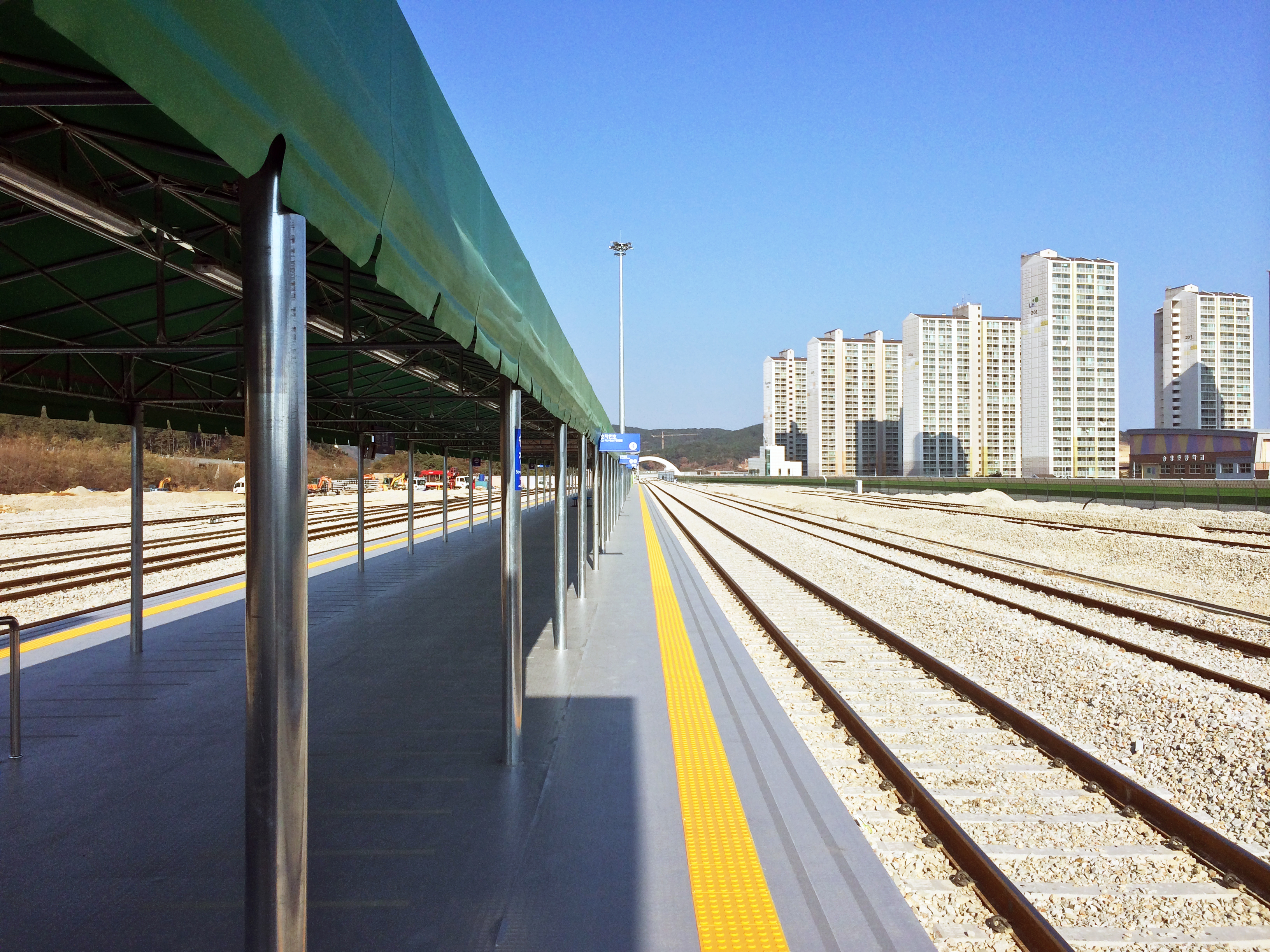
新駅舎仮設低床ホーム
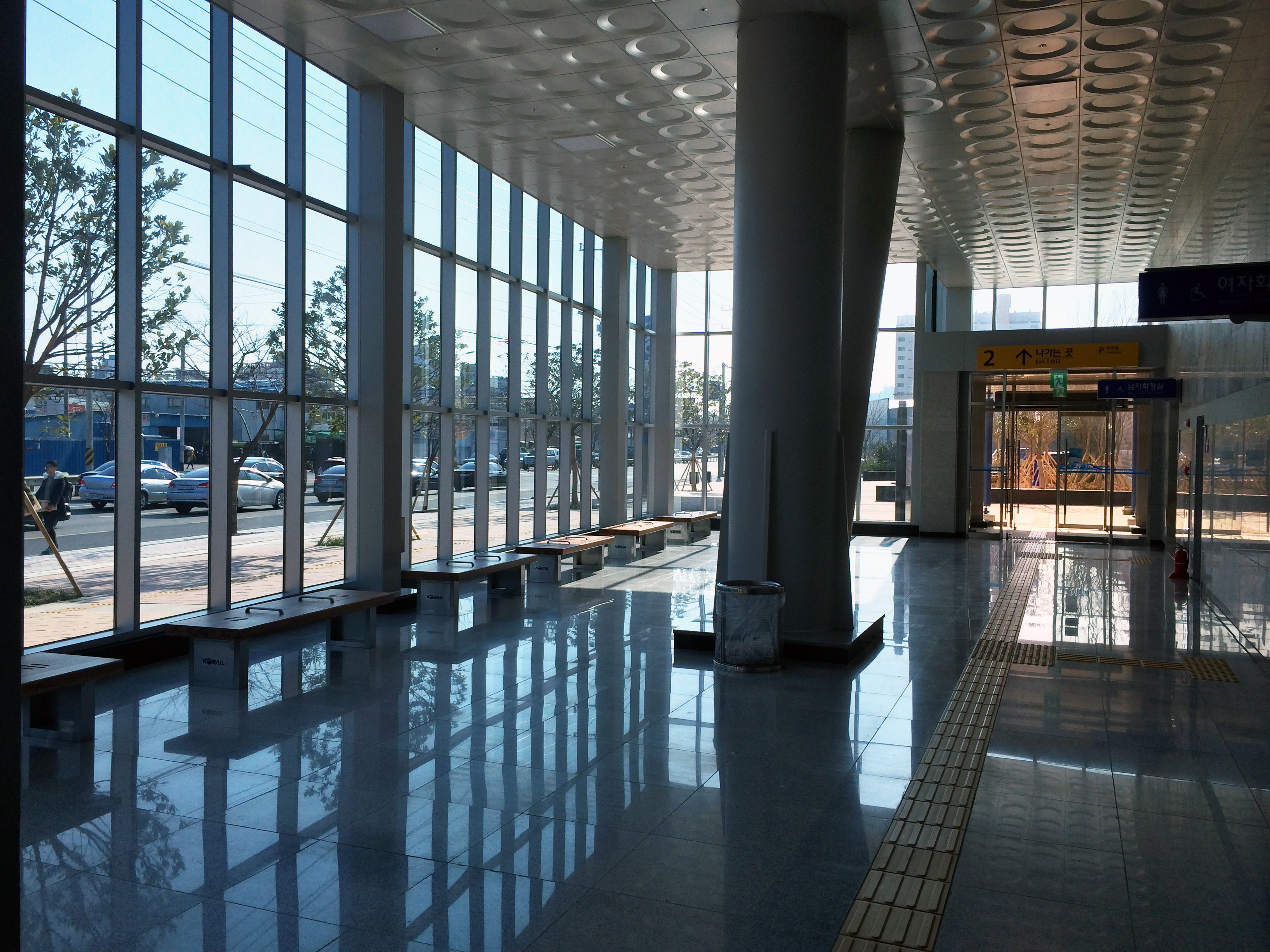
待合室
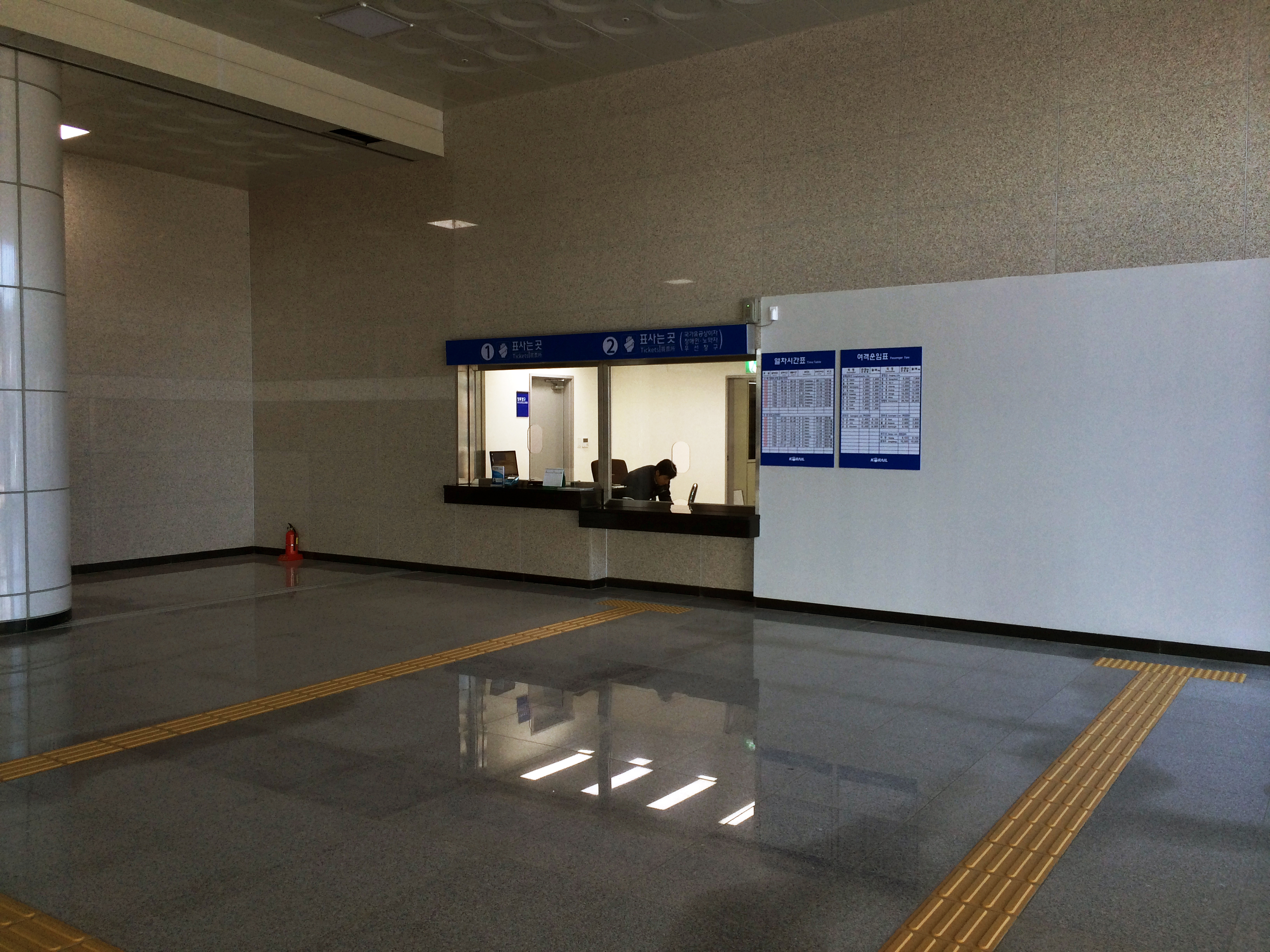
券売所
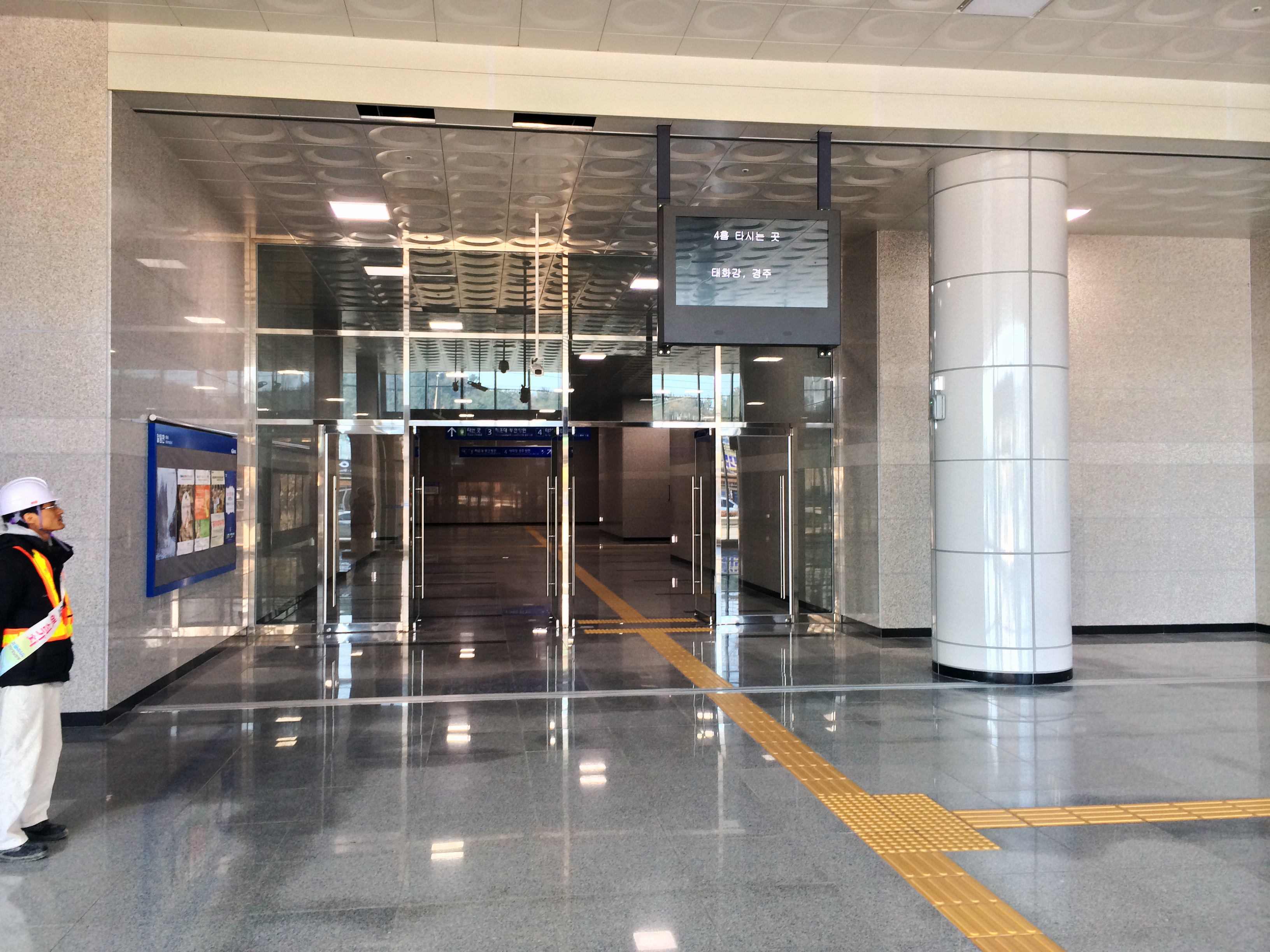
改札口
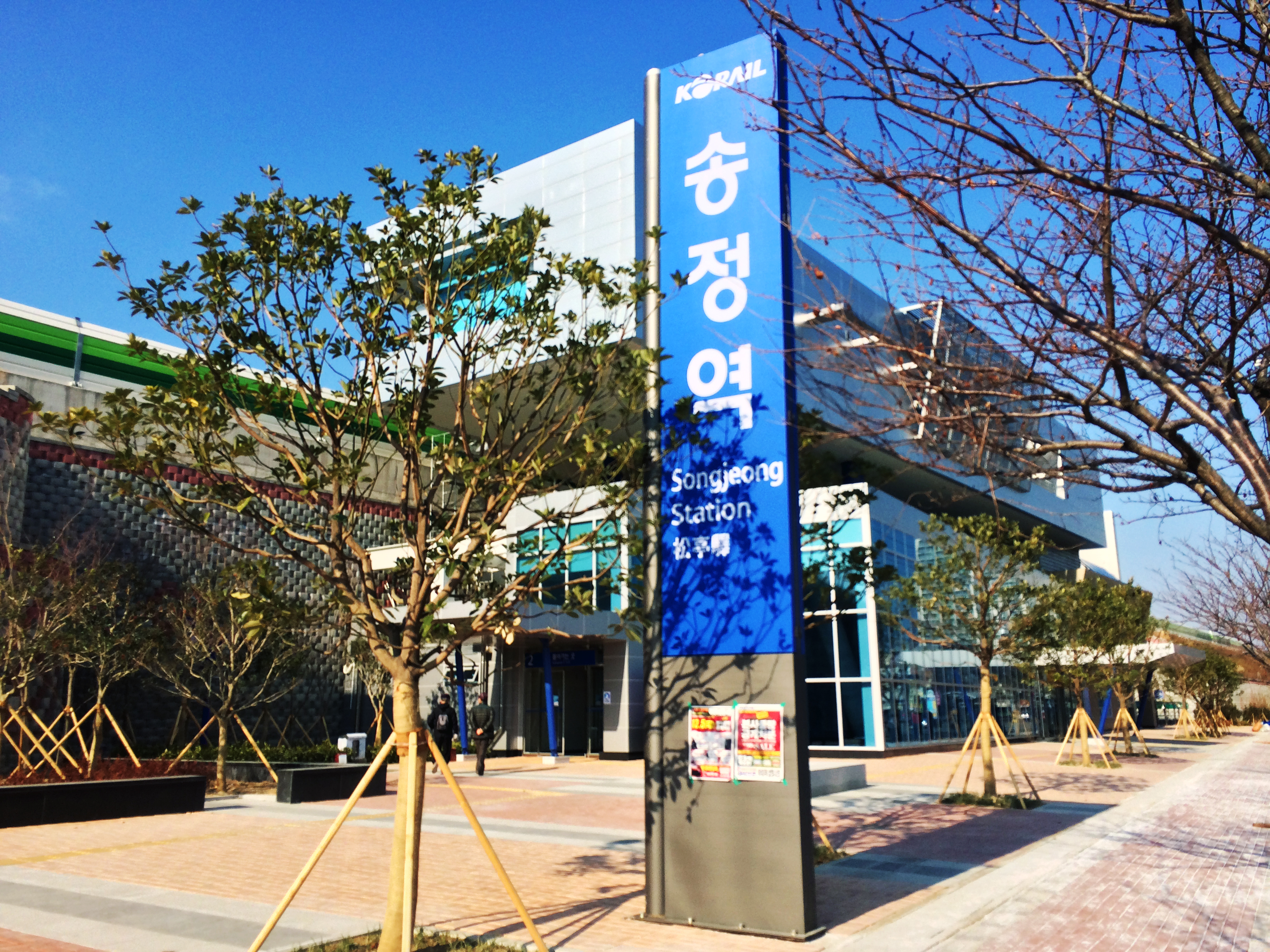
入口の駅名標

### 旧駅舎

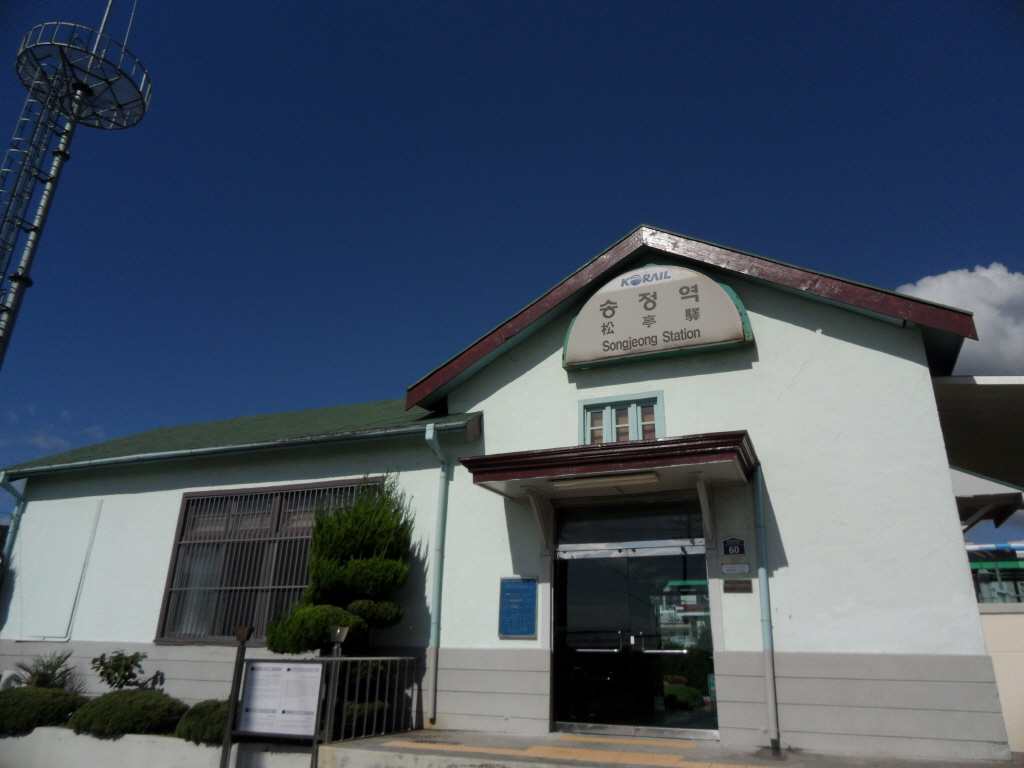
旧駅舎外観
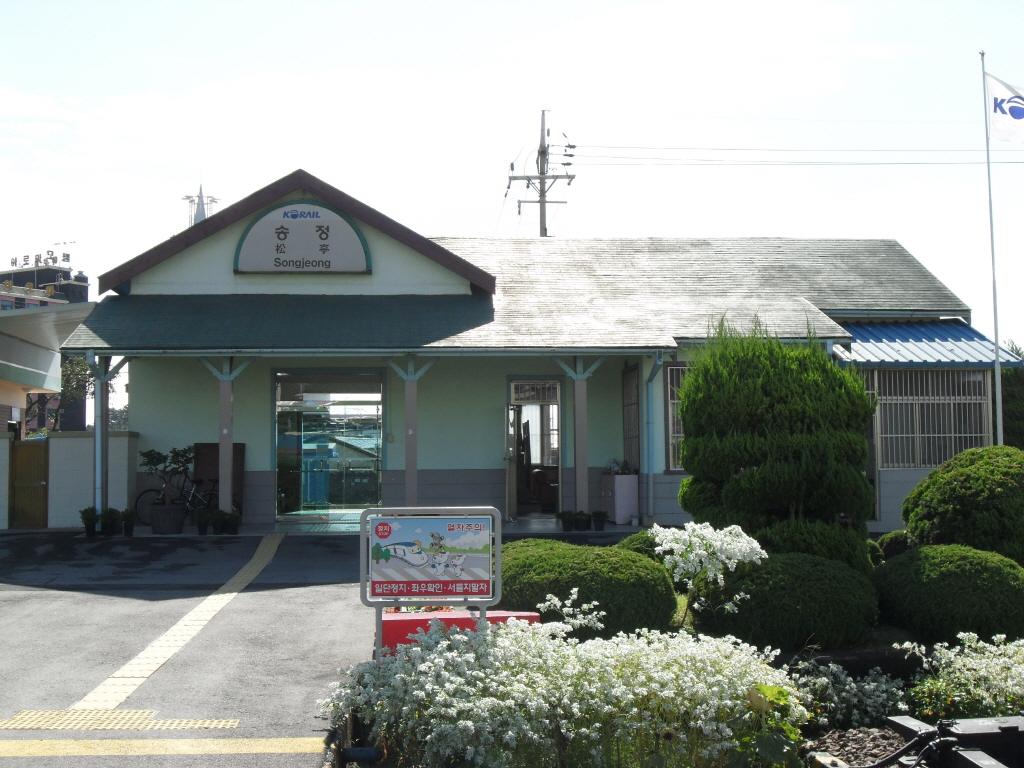
旧駅舎線路側
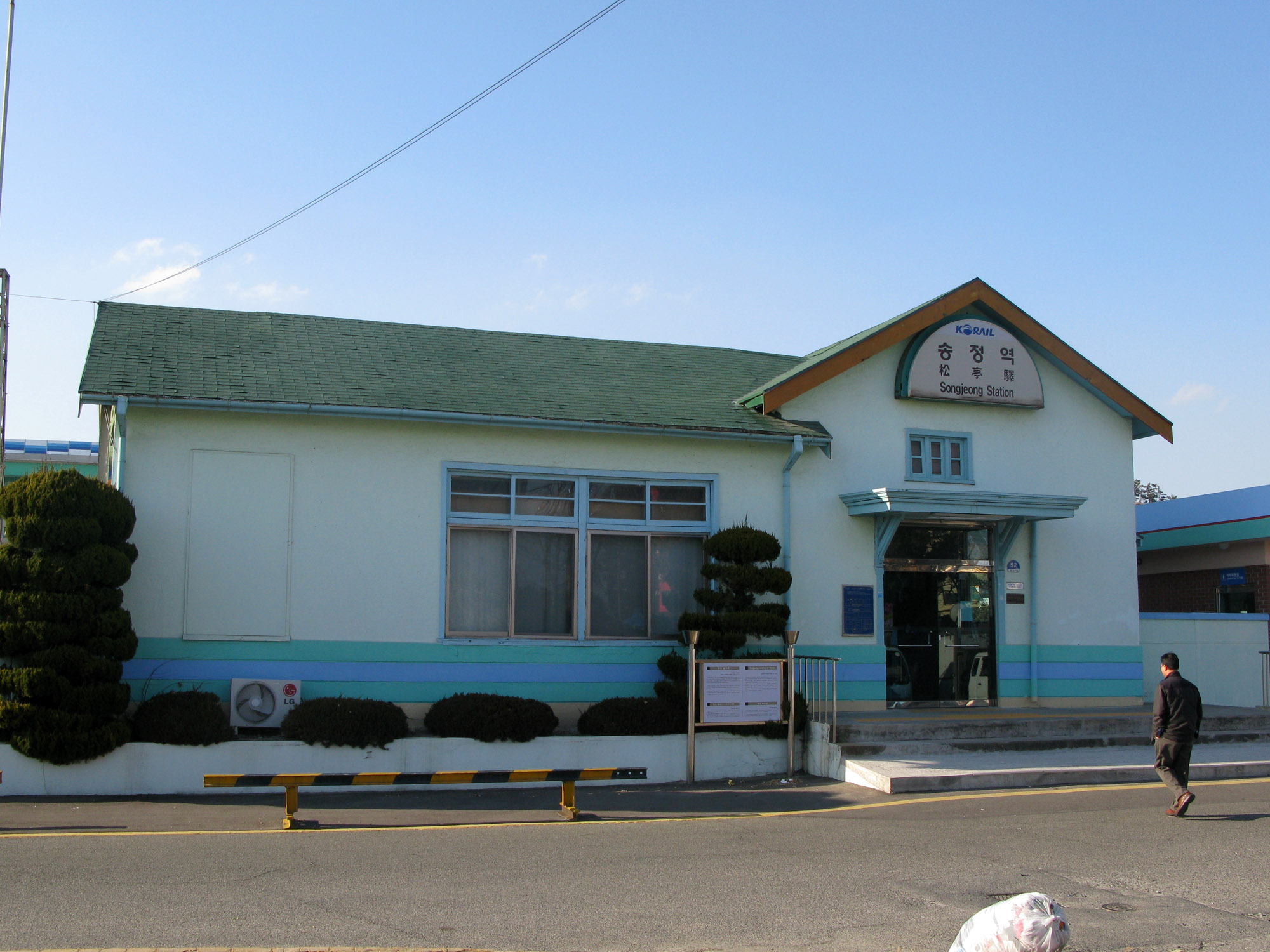
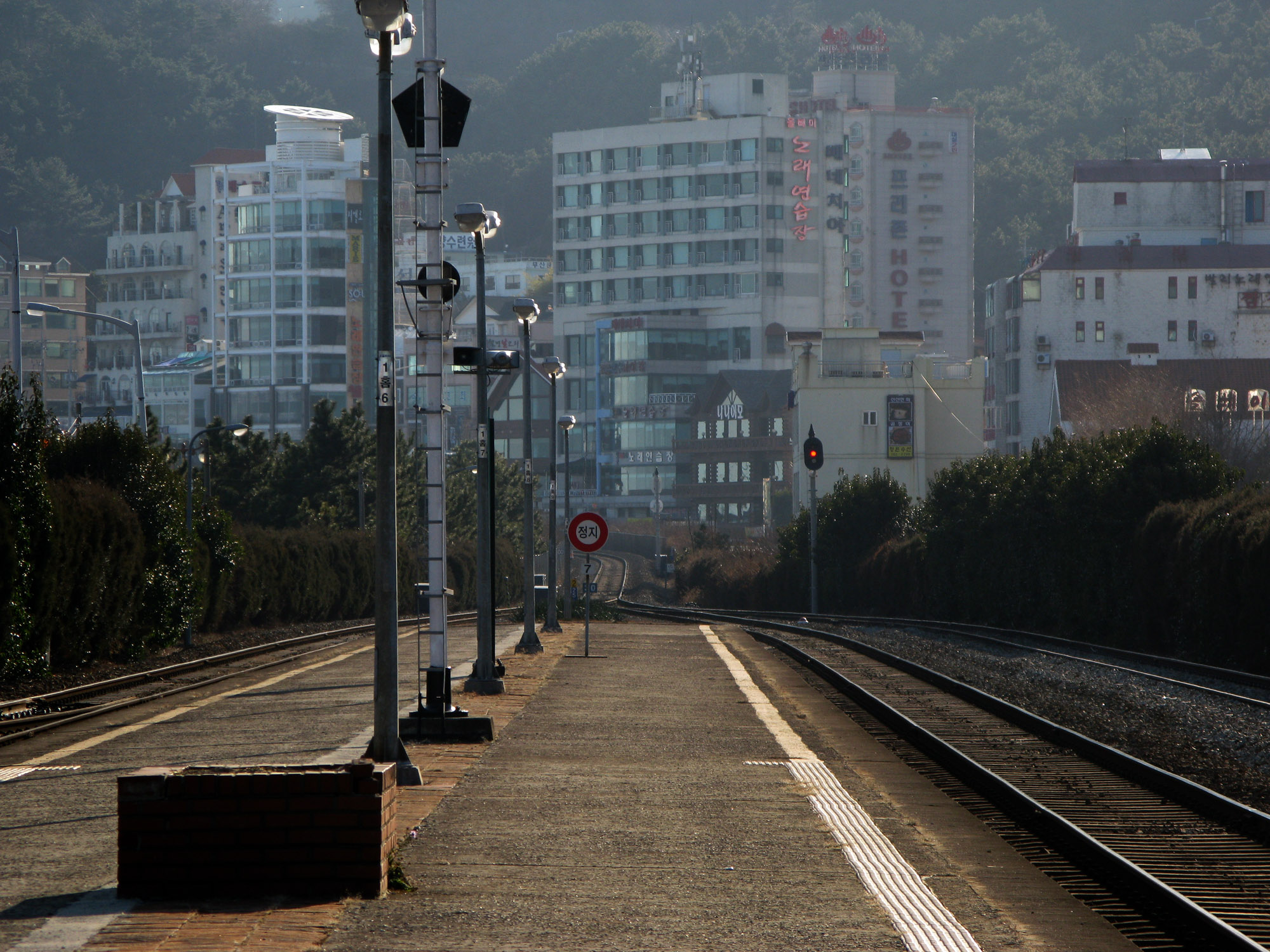
旧駅ホーム
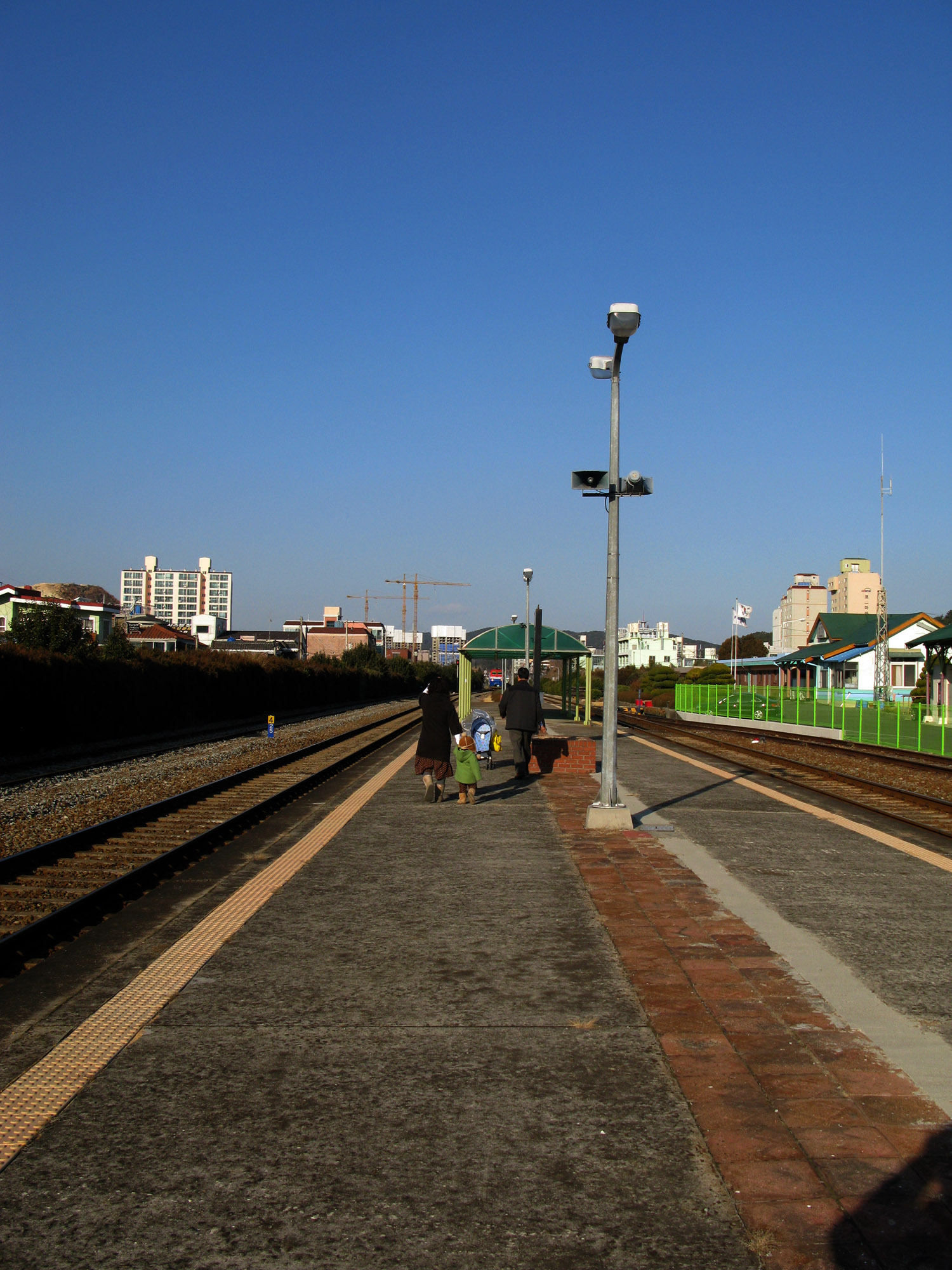
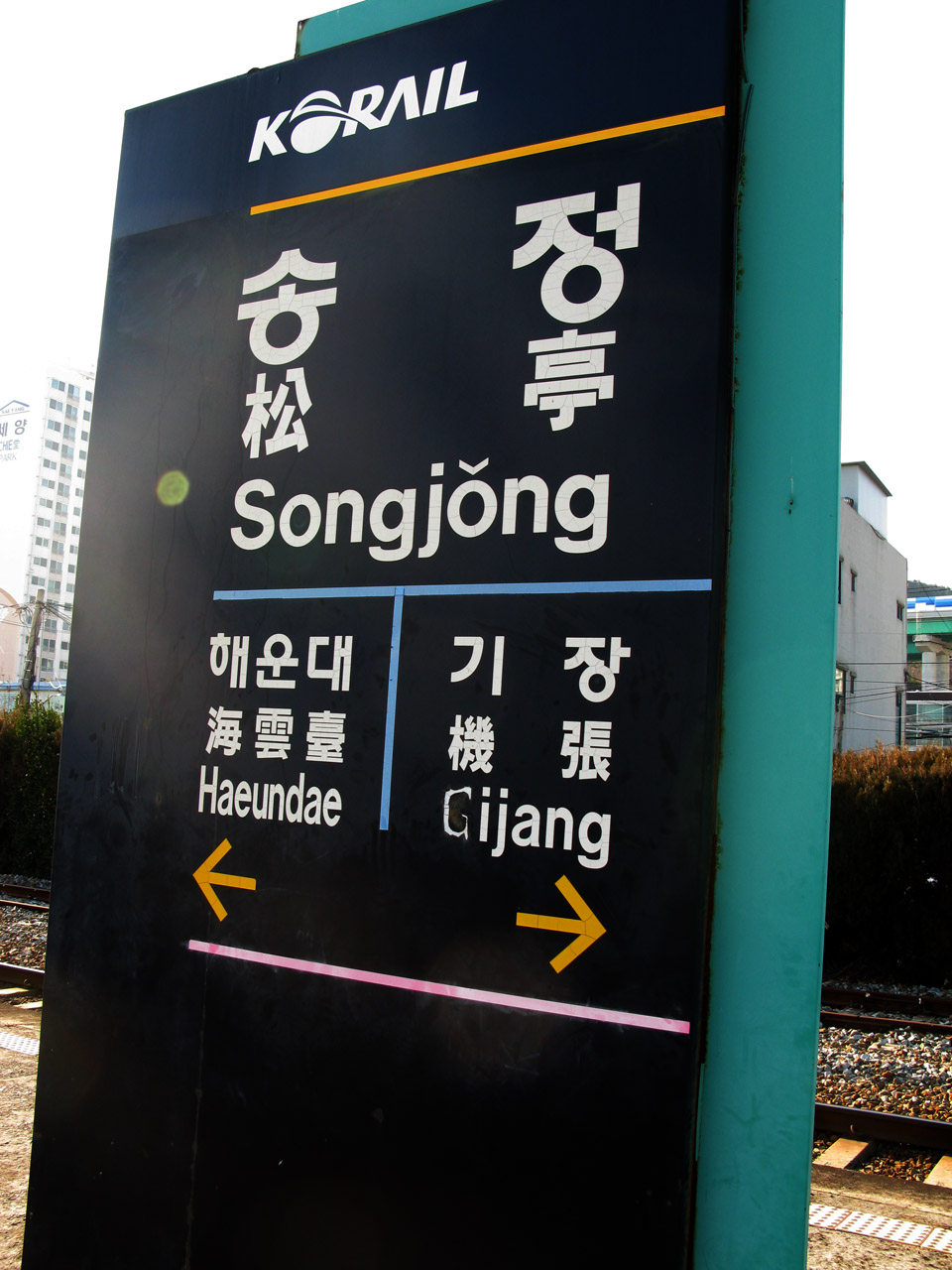
旧駅駅名標
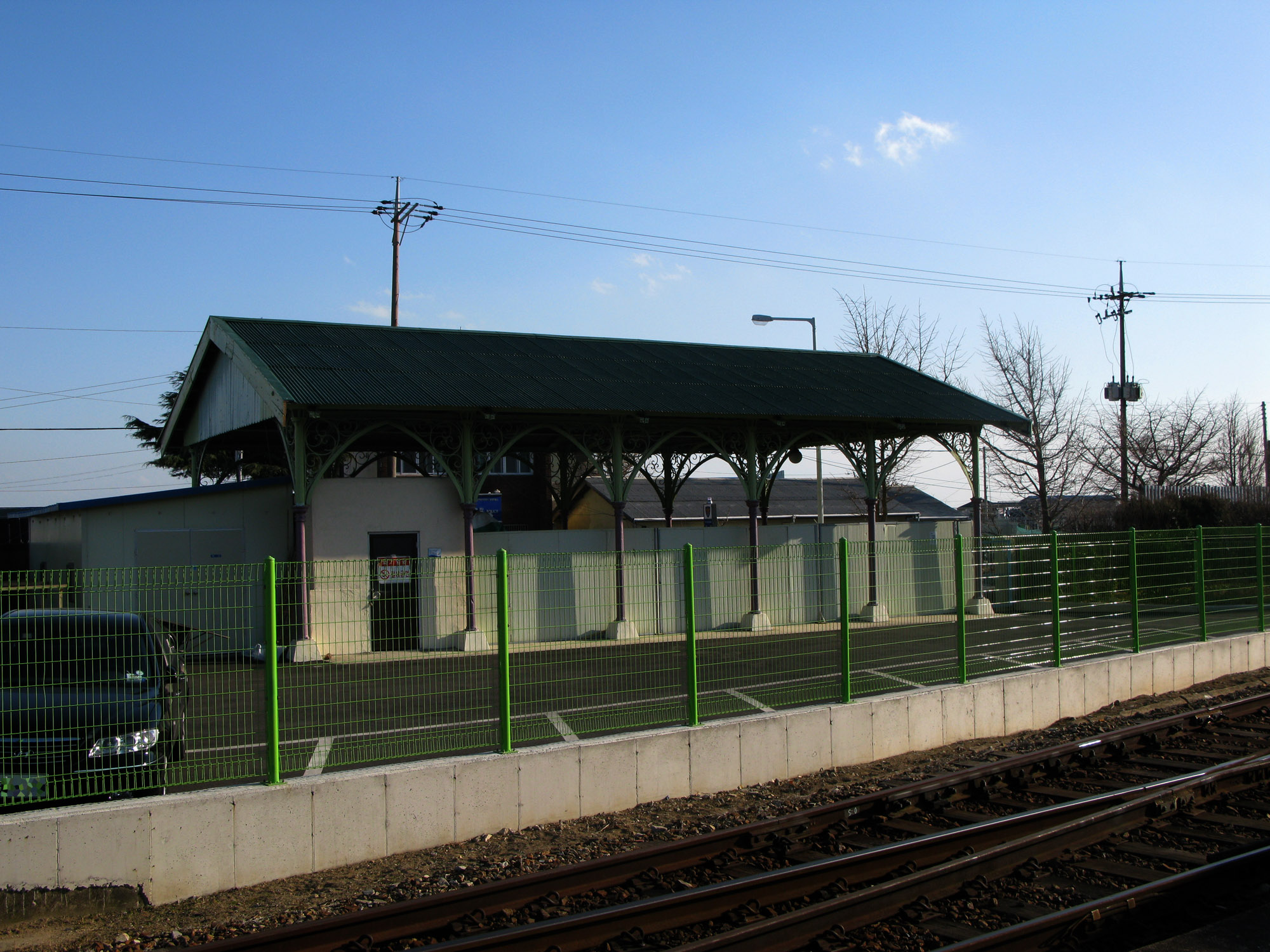
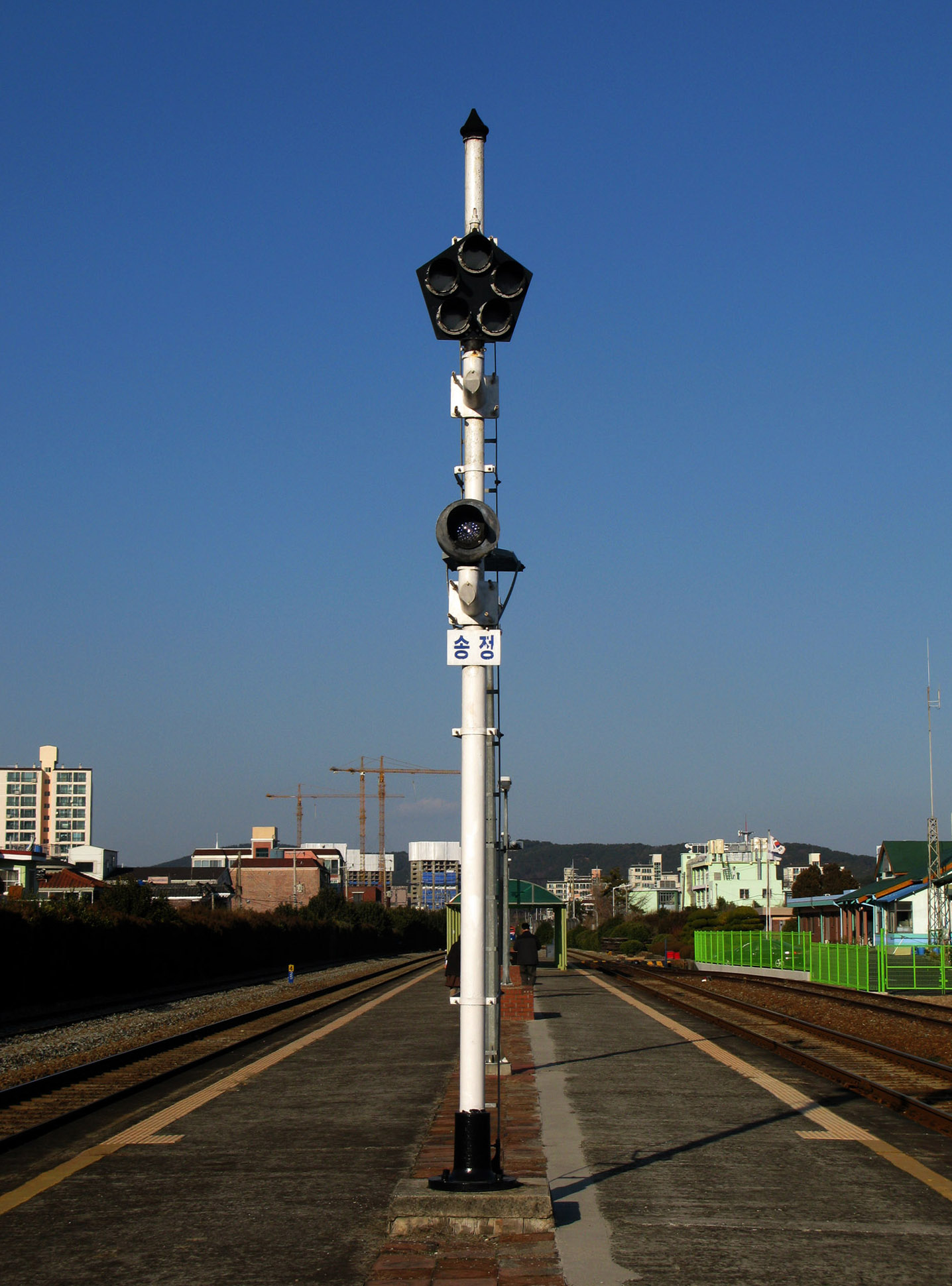
旧駅信号機

## 隣の駅
韓国鉄道公社
東海線（ムグンファ号）
新海雲台駅 - 全列車通過 - 機張駅
●東海電鉄線
新海雲台駅 - 松亭駅 - オシリア駅